# 문내동초등학교
문내동초등학교는 대한민국 전라남도 해남군 문내면 석교리 396에 있었던 공립 초등학교이다.

## 연혁
- 1942년 7월 23일 우수영공립국민학교 석교분교장 인가
- 1945년 3월 31일 문내동국민학교로 승격
- 1984년 3월 1일 병설유치원 개원
- 1996년 3월 1일 문내동초등학교로 개칭
- 2014년 3월 1일 우수영초등학교로 통합